# 那覇市営奥武山野球場
那覇市営奥武山野球場（なはしえい おうのやまやきゅうじょう）は、沖縄県那覇市の奥武山総合運動公園内にある野球場。施設は那覇市が所有し、NPO法人那覇市体育協会が指定管理者として運営管理を行っている。
1960年の竣工当初は沖縄県が所有且つ運営管理を行っていたが、改築を機に那覇市へ移管し、2010年4月4日に現施設が開場した。また改築後から施設命名権により、愛称を沖縄セルラースタジアム那覇（おきなわセルラースタジアムなは）としている（詳細は後述）。

## 歴史
1960年11月30日、沖縄県内初の本格的な野球場として完成。竣工当時の名称は「沖縄県立奥武山野球場」。当時の施設では内野メインスタンドは左右非対称の構造となっており、三塁側スタンドは左翼ポール際付近まであったものの、一塁側は当時の技術的な問題などからダッグアウト付近でスタンドが途切れ、右翼ポール付近にかけて土盛りの芝生スタンドが設けられていた。また外野スタンドは芝生席で、バックスクリーンの右翼側隣にパネル式のスコアボードが設けられていた。
竣工以来、高校野球や社会人野球など県内のアマチュア野球公式戦が開催された。
また本土復帰前の1961年5月20日・21日には沖縄初のプロ野球公式戦として、パ・リーグ公式戦・西鉄ライオンズ-東映フライヤーズ戦が、翌1962年6月13日・6月14日にも同公式戦・阪急ブレーブス-大毎オリオンズ戦が開催された。初公式戦となった西鉄-東映戦では、前夜に米軍から借りたジープに分乗して両軍選手の市内パレードが行われ、沿道に10万人が押し寄せる熱狂ぶりであった。試合入場料はネット裏特別席が4ドル（1440円）と日本シリーズよりも高く、沖縄の平均家賃のほぼ半分であったが、2試合で3万人の観衆が詰めかけ盛況であった。試合では沖縄高2年の安仁屋宗八はボールボーイを務め、安仁屋はフリー打撃で中西太や豊田泰光がポンポンと打球を外野スタンドまで飛ばすところを目撃し、現在も脳裏に焼き付いている。
その後本土復帰初のプロ公式戦として、1975年5月17日・5月18日にセ・リーグ公式戦・大洋ホエールズ対広島東洋カープ戦が開催された。この年以降、後述の建て替えまで本球場および沖縄県内ではプロ野球の公式戦は開催されなかった。
野球以外では1957年と1962年に力道山率いる日本プロレスが旧奥武山野球場で興行を開催したことがあり、1957年1月12日の興行では力道山がアデリアン・バイラジョンを相手にアジアヘビー級王座を防衛した記録が残っている。

### 2006年からの大規模改築事業
その後施設の老朽化・陳腐化が著しくなり、県内でも長年にわたって問題視されてきた。内野スタンドには座席がないため、観客はコンクリートに直接腰かけるかたちとなっていたうえ、屋根も設けられていなかったことから、日差しが特に強くなる夏場には不評を託っていた。さらにプレー上においても、内野には固く水捌けの悪い赤土を使用していたため、雨天時にはプレー条件が悪化することがかねてから指摘されていた。
このため、当球場は県から市に移管して建て替えが行われる事が決定し、市は基本計画を立案。総事業費を77億円とし、両翼100m・中堅122m、内野には黒土、外野には天然芝を敷設したフィールドに加え、6基の照明設備、電光式スコアボードを設置するなど、プロ野球公式戦開催に対応した設備が整備されることになった。加えて野球場に隣接して57×66m・楕円形のフィールドを有する多目的屋内運動場を整備して、練習施設の充実も図られることになった。こうして2006年11月から旧球場の施設の解体・撤去工事を行い、翌2007年10月に現施設の建設事業に着工、2010年3月に竣工した。なお、条例上の名称は「那覇市営奥武山野球場」に制定された。
メインスタンドのバックネット裏には約9000席分を覆う膜屋根が架設されている。また内野のクレー部には鹿児島県産の黒土を7割配合し、暗渠も整備して水捌けを確保している。一・三塁側のスタンド下には屋内ブルペンが設けられており、3人が同時に練習可能。1階の野球資料館には、沖縄県の野球史に関する様々な資料が展示・保存されている。

## 改築後の主な動き
那覇市では改築事業の着手以降、プロ野球公式戦や春季・秋季のキャンプ、さらにはオールスターゲームの誘致を進めており、NPBとセ・パ各球団に要請を進めている。

### プロ野球公式戦
2010年にはまず二軍の公式戦が編成され、4月17日・18日にファーム交流戦・読売ジャイアンツ(巨人)対阪神タイガース2連戦が開催された（17日はナイトゲーム、18日はデーゲーム）。続いて6月29日・30日に、NPBの一軍の公式戦としては35年ぶり（前述の1975年の大洋対広島戦以来）となるセントラル・リーグ公式戦・横浜ベイスターズ対東京ヤクルトスワローズ2連戦が開催された。2戦ともナイトゲーム（沖縄県で開催されたNPBの一軍の公式戦としては史上初）で、1戦目は19時30分（当初は19時開始予定だったが雨で開始遅延）、2戦目は19時に開始された。開始時刻を19時としたのは、沖縄県の6月下旬の日没時刻が19時30分頃と遅く、猛暑を避けるためである。また、当時の横浜の笹川博球団取締役は「18時開始では照明を点灯する時間を長く取れないまま、試合が終わってしまう可能性がある」とも説明している（これは2011年以後の公式戦の那覇開催においても引き続き踏襲されてきたが、2014年以後は18時30分の開始に繰り上げられた）。
この年以降、当球場では毎年プロ野球公式戦が1カード2試合が開催されている（2022年のみ2カード4試合。下表参照）。
- 2015年まではすべてセ・リーグの試合で、横浜（DeNA）が主催球団となることが多かった。
  - 2013年シーズンは7月9日・10日に阪神タイガース対中日ドラゴンズ2連戦が開催された（阪神・中日は共に球団創設以来初めての沖縄県での一軍公式戦）。
  - 2014年は再びDeNAの主催となり、7月8日・9日にDeNAが那覇でキャンプを行っている巨人を迎えての2連戦（巨人はビジター扱いであるが、一軍としては史上初の沖縄での公式戦だった）が開催予定だった[4]が、7月8日は平成26年台風第8号の直撃が予測されたために前日の17時00分の段階で開催取りやめを発表した[5]。なお、天災を理由とした試合前日の開催中止は、東北地方太平洋沖地震によるもの[注 5]を除けば、2000年9月12日にナゴヤドームで挙行予定だった中日対広島東洋カープ戦以来である[6]。[注 6]翌9日は予定通り開催された。
- 2016年以降は、2020年（開催中止）と2022年を除き全てパシフィック・リーグ公式戦が開催されている。
  - 2016年6月28日・29日は、球場改装後初となるパ・リーグ公式戦、オリックス・バファローズ対東北楽天ゴールデンイーグルス戦が開催された。なお、沖縄県で開催されるパ・リーグ公式戦としては、1962年の阪急ブレーブス対毎日大映オリオンズ戦以来54年ぶりのことであった。[7]
  - 2017年6月27日・28日に、埼玉西武ライオンズ対千葉ロッテマリーンズ戦が開催された（ただし、27日の試合は降雨によりノーゲームとなった）。
  - 2018年6月26日・27日に、北海道日本ハムファイターズ対福岡ソフトバンクホークス戦が開催され、改装後に現存するNPB全12球団が公式戦を行ったことになる。
  - 2019年5月21日・22日に、埼玉西武ライオンズ対福岡ソフトバンクホークスが開催された。
  - 2020年7月4日・5日に、北海道日本ハムファイターズ対福岡ソフトバンクホークスが開催される予定だった。これは東京オリンピックの開催に伴い、北海道日本ハムの本拠地である札幌ドームがサッカー会場となり、約2ヶ月間使用できなくなるためであったが[8]、後に新型コロナウイルス感染拡大の影響でオリンピックの開催が1年近く延期となり[9]、更にプロ野球公式戦を開催する際に観戦者の検温チェックや入場制限などの対策が必要となり、その為の準備期間が不足するため、那覇での地方開催を見送ることになった[10]。
  - 2021年7月3日・4日に、北海道日本ハムファイターズ対福岡ソフトバンクホークスが開催された。これは同年に延期された東京オリンピックの開催に伴い、北海道日本ハムの本拠地である札幌ドームがサッカー会場となり、約2ヶ月間使用できなくなるためである。
  - 2022年は4月12・13日に読売ジャイアンツ対横浜DeNAベイスターズ戦が開催された。セ・リーグ公式戦は2015年以来7年ぶり、読売ジャイアンツは那覇で主催公式戦初開催[注 7][11][12]。4月12日の巨人勝利をもって、改修後全12球団が勝利を達成。また、同年5月17日・18日には埼玉西武ライオンズ対福岡ソフトバンクホークスが開催された。
  - 2023年6月27日・28日に、埼玉西武ライオンズ対北海道日本ハムファイターズ戦が開催された。
  - 2024年は5月14日・15日にオリックス・バファローズ対千葉ロッテマリーンズ戦が開催された。
  - 2025年は7月1日・2日に埼玉西武ライオンズ対オリックス・バファローズ戦が開催された。

なお、沖縄での公式戦（巨人主管を除く）は、琉球放送主催、琉球朝日放送後援、オリオンビール特別協賛となっており「Orionナイター」の冠をつけて開催してきたが、2022年のパ・リーグの試合はオリオンビールに代わり、アトムホームが協賛社となり、「アトムホームナイター」として行われる。また、沖縄県と同じく九州地方の福岡県を本拠とする福岡ソフトバンクホークスによる主催試合はこれまで行われておらず、全てビジターである。
那覇市で行われた公式戦では、沖縄県出身投手が勝利投手になれないというジンクスがある。2025年も埼玉西武ライオンズの與座海人・平良海馬、オリックス・バファローズの宮城大弥の沖縄出身3選手が登板したが、いずれの投手にも勝ちは付かなかった。

#### NPB公式戦開催結果（改修後）
| 年     | 試合日  | ホーム     | スコア                         | ビジター     | 勝利投手           | 敗戦投手           | セーブ     | 本塁打                 | 観衆     |
| ------ | ------- | ---------- | ------------------------------ | ------------ | ------------------ | ------------------ | ---------- | ---------------------- | -------- |
| 2010年 | 6月29日 | 横浜       | 0-10                           | ヤクルト     | 村中               | 三浦               |            | ホワイトセル           | 21,229人 |
| 2010年 | 6月30日 | 横浜       | 2- 3                           | ヤクルト     | 中澤               | 加賀               | 林昌勇     |                        | 21,030人 |
| 2011年 | 7月5日  | 横浜       | 3- 6                           | 広島         | バリントン         | 小林太             | サファテ   | 岩本                   | 16,475人 |
| 2011年 | 7月6日  | 横浜       | 4- 0                           | 広島         | 高崎               | 福井               |            |                        | 16,346人 |
| 2012年 | 6月26日 | DeNA       | 6- 8                           | ヤクルト     | 増渕               | 須田               | バーネット |                        | 10,271人 |
| 2012年 | 6月27日 | DeNA       | 4- 9                           | ヤクルト     | 館山               | ジオ               |            | ラミレス               | 10,934人 |
| 2013年 | 7月9日  | 阪神       | 6- 2                           | 中日         | 能見               | 田島               |            | 平田、新井貴           | 15,714人 |
| 2013年 | 7月10日 | 阪神       | 6- 1                           | 中日         | スタンリッジ       | 西川               |            | 西岡                   | 16,355人 |
| 2014年 | 7月8日  | DeNA       | 中止                           | 巨人         |                    |                    |            |                        |          |
| 2014年 | 7月9日  | DeNA       | 3- 0                           | 巨人         | 久保康             | 菅野               | 三上       | 後藤                   | 16,416人 |
| 2015年 | 6月30日 | DeNA       | 1- 0                           | 中日         | 久保康             | 若松               |            |                        | 10,292人 |
| 2015年 | 7月1日  | DeNA       | 5- 8                           | 中日         | 大野               | 砂田               | 福谷       | ルナ                   | 12,758人 |
| 2016年 | 6月28日 | オリックス | 3- 2                           | 楽天         | 西                 | 塩見               | 平野佳     |                        | 12,976人 |
| 2016年 | 6月29日 | オリックス | 5- 8                           | 楽天         | 釜田               | 東明               | 松井裕     | 内田                   | 13,582人 |
| 2017年 | 6月27日 | 西武       | ノーゲーム                     | ロッテ       |                    |                    |            |                        |          |
| 2017年 | 6月28日 | 西武       | 3- 4                           | ロッテ       | 内                 | 牧田               | 益田       | 秋山                   | 14,604人 |
| 2018年 | 6月26日 | 日本ハム   | 5- 0                           | ソフトバンク | 上沢               | 千賀               |            | アルシア、レアード     | 14,885人 |
| 2018年 | 6月27日 | 日本ハム   | 3- 2                           | ソフトバンク | 石川直             | 森                 |            | アルシア               | 16,187人 |
| 2019年 | 5月21日 | 西武       | 7- 6                           | ソフトバンク | 十亀               | 東浜               | 増田       | 栗山、グラシアル、山川 | 16,745人 |
| 2019年 | 5月22日 | 西武       | 7- 3                           | ソフトバンク | 髙橋               | 大竹               |            |                        | 17,872人 |
| 2021年 | 7月3日  | 日本ハム   | 1-7                            | ソフトバンク | マルティネス       | 上沢               |            | 髙濱                   | 1,933人  |
| 2021年 | 7月4日  | 日本ハム   | 0-5                            | ソフトバンク | レイ               | 池田               |            |                        | 1,747人  |
| 2022年 | 4月12日 | 巨人       | 10-4                           | DeNA         | 戸郷               | ロメロ             |            | 梶原、丸               | 8,992人  |
| 2022年 | 4月13日 | 巨人       | 4-3                            | DeNA         | メルセデス         | 東                 | 大勢       | 丸                     | 9,260人  |
| 2022年 | 5月17日 | 西武       | 1-5                            | ソフトバンク | 津森               | 平良               |            |                        | 9,841人  |
| 2022年 | 5月18日 | 西武       | 2-3                            | ソフトバンク | 藤井               | 水上               | モイネロ   |                        | 12,404人 |
| 2023年 | 6月27日 | 西武       | 1-2                            | 日本ハム     | 伊藤               | 平良               | 田中       | 万波                   | 9,524人  |
| 2023年 | 6月28日 | 西武       | 2-0                            | 日本ハム     | 森脇               | 河野               | 増田       |                        | 9,311人  |
| 2024年 | 5月14日 | オリックス | 1-4 6回表,降雨によるコールド   | ロッテ       | 西野               | 東                 |            | 岡                     | 17,508人 |
| 2024年 | 5月15日 | オリックス | 1-1 延長12回規定のため引き分け | ロッテ       | 引き分けのためなし | 引き分けのためなし |            | ポランコ               | 16,744人 |
| 2025年 | 7月1日  | 西武       | 0-3                            | オリックス   | エスピノーザ       | 與座               | マチャド   | 西野、来田             | 13,324人 |
| 2025年 | 7月2日  | 西武       | 2-6                            | オリックス   | 岩嵜               | 佐々木             |            | 来田                   | 14,162人 |

### プロ野球キャンプ
一方、キャンプについては2011年以降の春季キャンプ誘致を目指してNPB各球団に対し活動を進めた結果、2008年12月11日に読売ジャイアンツ（巨人）が、奥武山野球場を中心とする沖縄県営奥武山公園を2011年春季から第2次キャンプ地として使用する旨を発表した。
巨人は1959年以来、宮崎県宮崎市で春季キャンプを実施しているが、2010年現在沖縄県で春季キャンプを実施しているのは12球団中、実に9球団にのぼる。それを踏まえて、当時の巨人の球団代表清武英利はこの那覇キャンプ決定について「（巨人軍としては）宮崎から撤退することはないが、各球団が沖縄でキャンプを張っていることや、温暖な気候で実戦経験が積めること、あるいは施設の充実などを考え、沖縄でのキャンプを行うことは選手の強化、育成上メリットがある」とコメントしていた。
2011年シーズンの巨人・那覇2次キャンプは練習試合やオープン戦など実戦中心の内容で2月20日から2月27日まで実施され、このうち2月26日に開催されたオープン戦・対横浜戦は横浜の主催ながら、巨人のキャンプ地であることなどを考慮してホームチームの横浜が三塁側ダッグアウトを使用した。衛星放送でのテレビ中継もこれに配慮して、本来横浜主催・主管試合を放送するTBSニュースバード（当時）ではなく巨人主催・主管試合を中心に放送する日テレG+（現：日テレジータス）から行われた。この試合は4-1で横浜が勝利を収めている。

### オールスターゲーム
また前述の横浜対ヤクルト戦が開催された6月29日、那覇市長の翁長雄志（当時）は、早ければ2013年以降にもオールスターゲームを開催したい意向を表明した。2009年末にはNPBの加藤良三コミッショナー（当時）に対し要望を済ませており、引き続き開催要請を進める方針を示していた。しかしその後2025年現在でも、本球場および沖縄県内でのオールスターゲーム開催は実現していない。

### 国際試合
2014年、大リーグ選抜チームと野球日本代表の強化試合シリーズとして8年ぶりに行われる日米野球の最終戦（11月20日）として親善試合を開催し、6対4で日本が勝利した。日米野球そのものが沖縄県で行われるのは史上初。
2019年10月27日から、日本代表の第2回WBSCプレミア12に向けての事前合宿が行われた。また、10月31日と11月1日には侍ジャパンシリーズとしてカナダ代表との強化試合も行われた。
2025年9月に沖縄県で開催される第32回WBSC U-18ワールドカップにおいて、本球場がメイン会場として使用される。

### 野球以外のイベント
2015年5月17日にアメリカ軍普天間飛行場閉鎖に伴う辺野古基地への移設に反対する「戦後70年 止めよう辺野古新基地建設!沖縄県民大会」が実施される。

## 施設命名権
那覇市は当球場の改築事業にあたり、施設の維持管理コストの削減や市民のスポーツ・レクリエーション活動の普及・振興を目的に施設命名権を導入する方針を示していた。
これを受け、市は2010年2月10日に開かれた市長定例記者会見において、野球場・屋内運動場両施設の愛称を対象とした命名権のスポンサー募集を同日より開始すると発表。市教育委員会を窓口とし、年額1,000万円以上・契約期間3年程度・名称に「那覇」を含めること（表記は漢字・カナ・かな・ローマ字いずれも可）などを条件として2月26日まで公募が行われた。
その結果沖縄県内の3社から応募があり、3月8日に開かれた審査委員会において選定した結果、年額1,200万円・契約期間3年間と最も好条件を示し、加えて命名権企業に付与される球場使用日を一般開放に充当するなどの案を示した沖縄セルラー電話を売却先に決定し、同社は3月17日に市と契約を締結。愛称は野球場が沖縄セルラースタジアム那覇、屋内運動場が沖縄セルラーパーク那覇にそれぞれ決定し、4月1日付で採用された。
市では1回目の契約期間が満了するのに伴い、2013年1月に命名権スポンサーの募集を実施した。募集にあたって契約条件を年額2,000万円以上へ増額したが、優先交渉権を有する沖縄セルラー電話を含む3社から応募があり審査した結果、引き続き沖縄セルラー電話と年額2,000万円、契約期間5年間で同年3月22日付で契約を更新、両施設とも同一愛称を継続使用している。

## 施設概要
構造 地上3階建て RC造 鉄骨造（屋根）
- 両翼：100m、中堅：122m
- 内野：黒土混合土、外野：天然芝
- 収容人員：約30,000人（内野固定席約15,000人、外野芝生席約15,000人）
- 照明設備：内野スタンド庇上投光器2基、外野照明塔4基（最大照度：投捕間2,000Lx）
  - スコアボード：LEDフルスクリーン方式
  - 9イニングまで対応（延長戦で使用する場合は一度全部消去後10回は1回のところから記載）、選手表示（横書き・縦スクロール）、審判団の表記・守備位置の選手ポジション表記・動画可能
  - 2023年まで、イニングスコアは10回まで、選手名表示部（縦書き・横スクロール）を使用した多目的表示に対応（ただし、選手名表示部は各行にスペースがあるため視認性は余り良好ではなかった）
  - カウントランプは当初はSBO順だったが、2012年5月にBSO順に改修された。
  - 2023年までの従来のスコアボード使用時には、プロ野球の公式戦・オープン戦開催の際に、左中間に大型映像装置が仮設されていた。なお、スコアボードは2023年10月～2024年1月にかけて、映像装置を設置した全面LEDフルスクリーン化のための改修工事を実施しており、照明塔もLED化される(予定)[30][31]。工事は、読売ジャイアンツの春季2次キャンプ開始予定日の2月16日までに完成させる前提で進めている[注 8]。(これに合わせて2023年10月～11月に、隣接する多目的室内練習場（沖縄セルラーパーク那覇）もLEDへ改修工事が行われた[30]。)
- フェンス広告：プロ野球使用時（公式戦・オープン戦、並びに読売ジャイアンツの第2次春季キャンプ時）に限り、横断幕形式で貼り付け

## 交通
- 那覇空港から車で約15分
- 沖縄都市モノレール線（ゆいレール）・奥武山公園駅から徒歩約5分、または壺川駅から徒歩約7分
- 公園前バス停で下車。那覇空港からの発着路線（25番、99番、113番、120番、123番）は111番以外全て停車する。
- 上記以外（主に中北部地区からのバスは那覇バスターミナル下車徒歩15分）
- （参考：バスマップ沖縄）